# Nová Ves v Horách
Nová Ves v Horách (en allemand : Gebirgsneudorf, auparavant Rottendorf) est une commune du district de Most, dans la région d'Ústí nad Labem, en Tchéquie. Sa population s'élevait à 479 habitants en 2021.

## Géographie
Nová Ves v Horách se trouve à 15 km au nord-ouest de Most, à 41 km à l'ouest-sud-ouest d'Ústí nad Labem et à 90 km au nord-ouest de Prague.
La commune est limitée par l'Allemagne au nord-ouest, par Klíny et Horní Jiřetín à l'est, par Lišnice au sud-est, par Vysoká Pec au sud, et par Boleboř et Hora Svaté Kateřiny à l'ouest.

## Histoire
L'origine du village est liée à l'exploitation minière dans les monts Métallifères aux XIVe et XVe siècles.

## Administration
La commune est divisée en quatre quartiers :
- Lesná
- Mikulovice
- Mníšek
- Nová Ves v Horách

## Transports
Par la route, Nová Ves v Horách se trouve à 21 km de Most, à 62 km d'Ústí nad Labem et à 111 km de Prague.